# Wilhelm Heyer
Wilhelm Heyer (* 30. März 1849 in Köln; † 20. März 1913 ebenda) war ein deutscher Unternehmer und bedeutender Sammler von historischen Musikinstrumenten und Autographen. Er ist der Begründer des Musikhistorischen Museums in Köln, das von 1905 bis 1926 existierte.

## Leben

### Familie
Wilhelm Heyer war der Sohn des Schulleiters Peter Wilhelm Heyer (1810–1876) und seiner Ehefrau Johanna Henriette, geb. Mengelberg (1825–1876). Wilhelm Heyers Großvater mütterlicherseits, Egidius Mengelberg, war als Maler und Zeichenlehrer in Köln tätig gewesen.
Ab 1882 war Wilhelm Heyer mit Martha Laura Bensberg (1861–1930) verheiratet. Das Paar hatte einen Sohn und zwei Töchter.

### Der Unternehmer
Nach seinen Lehrjahren arbeitete Wilhelm Heyer ab 1870 mehrere Jahre in der Papierfabrik J. W. Zanders in Bergisch Gladbach. Als er nach Köln zurückkehrte, gründete er zusammen mit Ernst Verwohlt 1882 einen Papiergroßhandel. 1885 fusionierte er mit Carl-Eduard Poensgen. In den nachfolgenden zwei Jahrzehnten gelang es, durch Fusionen mit konkurrierenden Papierhändlern und -herstellern, das Unternehmen auszubauen und sich im Feinpapierhandel für Industrie- wie Privatbedarf einen Namen zu machen. Um die Jahrhundertwende hatte die Firma „Poensgen & Heyer“ Niederlassungen in wichtigen deutschen Handelsstädten, neben der Hauptstadt Berlin unter anderem in den Messestädte Leipzig und Frankfurt.

### Der Sammler und Mäzen
Kommerzienrat Wilhelm Heyer war ein bedeutender Mäzen für junge Musiker und Musikerinnen, die in Köln ihre Ausbildung vervollständigen wollten. Die 1845 aus privater Initiative gegründete  „Musikalische Lehranstalt für Köln und die Rheinprovinz“ hatte sich inzwischen zum „Städtischen Konservatorium“ entwickelt und genoss um 1900 einen ausgezeichneten Ruf. Als leidenschaftlicher Sammler von Musikinstrumenten und Autographen erweiterte er durch Ankauf von geschlossenen Privatsammlungen den Bestand; spektakulär war etwa der Ankauf der berühmten Instrumentensammlung des Niederländers Paul de Wit aus Leipzig 1905 oder der des Barons Allessandro Kraus aus Florenz 1908.
Heyers Wunsch nach Bespielbarkeit der historischen Musikinstrumente ließ ihn einen Restaurator einstellen und die dazugehörige Restaurierungswerkstatt einrichten. Bald danach folgte die wissenschaftliche Betreuung seines umfangreichen Bestandes durch Kuratoren. In der Worringer Straße ließ Heyer von Architekt Carl Moritz ein repräsentatives Gebäude für seine Sammlung errichten, das ab 1905/1906 zum gesellschaftlichen Treffpunkt Kölner Musikfreundinnen und -freunde avancierte.

Die Katalogisierung des Bestandes übernahm 1909 Georg Ludwig Kinsky aus Berlin, nachdem der bisherige Kurator Ernst Praetorius Kapellmeister am Kölner Opernhaus geworden war. Kommerzienrat Heyer erklärte im Geleitwort des ersten Bandes seines Bestandskatalogs, was ihn in seiner Sammelleidenschaft leitete:
„Mein Wunsch ist, durch erläuternde Vorträge und stilgerecht ausgeführte historische Konzerte mit Benutzung alter Instrumente nach Kräften zur Wiederbelebung der Musik vergangener Zeiten beizutragen, um die Erkenntnis der Schönheit und des bleibenden Wertes so vieler unverdient in Vergessenheit geratenen Werke der Vergangenheit und der reizvollen Eigenart der Instrumente, für die sie geschrieben sind, in den Kreisen ernsthafter Musikfreunde zu erwecken und zu pflegen.Cöln, im Dezember 1910.“
Heyer half auch mit Instrumenten aus, wenn es für das Gelingen eines Konzerts notwendig erschien. Als 1907 für das sechste Brandenburger Konzert die Viola da gamba (Gambe) für ein perfektes Spiel fehlte, verlieh er zwölf davon aus. Ein Luxus, der dem Musikkritiker Paul Hiller eine Bemerkung in der Besprechung des Gürzenich-Konzerts im Musikalischen Wochenblatt wert war.
Wilhelm Heyer sammelte vermutlich auch in anderen Sparten, wie ein Auktionskatalog von 1899 vermuten lässt, mit dem seine numismatische Sammlung „Deutsche Thaler und Doppelthaler des 18. und 19. Jahrhunderts“ angeboten wurde.
Kurz bevor das Musikhistorische Museum 1913 der Öffentlichkeit zugänglich gemacht wurde, starb Wilhelm Heyer. Er konnte weder die große Anerkennung seines Engagements für die Musikgeschichte erleben, noch den späteren Verkauf seiner Sammlung und ihre Abwanderung nach Leipzig im Jahre 1926.

### Mitgliedschaften
Mendelssohn Gesellschaft; Concert-Gesellschaft (Köln); Deutsche Kolonialgesellschaft, Abteilung Köln.